# Jaume d'Aguilar
Jaume d'Aguilar   (Regne de València, c. 1480 - Regne de València, c. 1542) va ser notari i membre del Consell de la ciutat de València; el 1520 va ser nomenat ambaixador de la ciutat de València davant Carles V durant les Germanies.
La Junta dels Tretze de la Germania va sol·licitar que la capital del regne enviara una ambaixada per confirmar la lleialtat del poble i donar suport als ambaixadors enviats per la Germania. Per aquest motiu, la Junta va demanar als consellers afins a la Germania que convocaren el Consell per seleccionar dos ambaixadors. El notari Jaume Aguilar i el pelaire Joan Torres van ser triats el 31 de juliol de 1520. Les instruccions pels ambaixadors incloïen la defensa de la innocència del poble en l'expulsió del virrei i culpar-lo de ser parcial envers la noblesa, no reconèixer la Junta dels Tretze i menysprear els Furs i Privilegis del regne. També es criticava l'absència injustificada dels oficials reials, especialment la del governador Lluís de Cabanyelles i el seu lloctinent Jaume Ferrer.
Es va sol·licitar la vinguda de l'emperador, la confirmació de l'elecció de jurats del poble i la llicència reial per importar forment de Màlaga per alleugerir la penúria que patia la ciutat de València. A Sagunt, els ambaixadors de la ciutat es van reunir amb els de la Germania per emprendre junts el camí cap a Flandes.
A mitjans d'octubre de 1520, van arribar a Anvers on es van entrevistar amb el vicecanceller Antonio Agustín. Uns dies després, van obtenir una audiència davant l'emperador a la ciutat de Tenen. El vicecanceller Agustín va informar els ambaixadors de qué el monarca estava descontent amb la ciutat de València. Jaume d'Aguilar va comprendre que a la Cort es culpava la ciutat dels desordres que s'hi havien produït i va protestar perquè no es podia acusar la ciutat de desobeir. L'emperador els va dir a oblidava tot el que havia passat, però que d'ara endavant, els culpables rebrien el seu càstig.
Durant la setmana que Carles V va passar a Tenen, els ambaixadors van discutir les instruccions amb el vicecanceller i els membres del Consell d'Aragó. Després, van marxar cap a Aquisgrà, on Carles va ser coronat el 23 d'octubre. Amb molt d'esforç i negociacions, van aconseguir el permís de l'emperador per importar tres mil cafissos de blat, que serien pagats a parts iguals per la ciutat i el monarca. No obstant, el vicecanceller els va recordar que això s'acceptava a condició que la ciutat de València complís amb les ordres imperials que serien presentades per delegació reial del secretari Juan González de Villasimpliz.
El 1524, Jaume d'Aguilar va ser condemnat a mort per la virreina Germana de Foix, però finalment la pena li va ser commutada per una multa de 75 ducats. Va morir a la seva ciutat natal cap a 1542.